# 惠特莫爾萊克 (密歇根州)
惠特莫爾萊克（英語：Whitmore Lake）是位於美國密歇根州利文斯頓縣格林奧克鎮區及沃什特瑙縣諾斯菲爾德鎮區的一個普查規定居民點。

## 人口
根據2020年美國人口普查的數據，惠特莫爾萊克的面積為15.56平方千米，當中陸地面積為12.42平方千米，而水域面積為3.14平方千米。當地共有人口7584人，而人口密度為每平方千米487.4人。